# A 70 tanítvány evangéliuma
A 70 tanítvány evangéliuma vagy A hetvenek evangéliuma címmel egy manicheus nézetű evangéliumot tartanak számon. A mű erősen bizonygatja, hogy egyedül ő az egyetlen igaz evangélium, a többi hazugság. Keletkezési idejét egyesek igen későre, a 7. századra teszik. A mű írását egy medinai zsidónak, Abdallah ben Szalamnak vagy Szalmanan di Farsznak tulajdonítják.